# Presidencia de Carlos Menem
La presidencia de Carlos Saúl Menem fue un período comprendido entre el 8 de julio de 1989, fecha de asunción presidencial, y el 10 de diciembre de 1999, fecha en que terminó su segundo mandato y asumió su sucesor Fernando de la Rúa. Fue un gobierno calificado como liberal-conservador, lo que en Argentina se asocia a la derecha.
Ganó las elecciones de 1989 en primera vuelta con el 48,51 % de los votos y fue reelecto en las elecciones de 1995, con el 49,95 % de los votos.

## Política económica
El principal problema que debió enfrentar al asumir la presidencia fue el de una economía en crisis con hiperinflación y en una profunda recesión. En el marco de la fuerte espiral hiperinflacionaria que azotaba a la Argentina desde los últimos años de Alfonsín, Menem se reunió en mayo de 1989 con el directorio del económico, Bunge y Born, a pocos días de haber ganado las elecciones. El nuevo ministro de Economía, Miguel Ángel Roig, se desempeñaba hasta ese momento como vicepresidente ejecutivo general de Bunge & Born, y a partir de su designación se dedicó a diseñar el denominado "Plan BB". Ante el súbito fallecimiento de Roig, Carlos Menem nombró como sucesor al vicepresidente de Bunge & Born, Néstor Rapanelli. El gobierno adoptó parcialmente los principios del Consenso de Washington, para esto introdujo una serie de reformas liberales: se desreguló la economía, reduciendo cupos, aranceles y prohibiciones de importaciones, se estableció la libertad de precios y se produjo la privatización de numerosas empresas estatales.
Con la aprobación de la Ley de Reforma del Estado en agosto de 1989, fue autorizado a privatizar varias empresas estatales. Las primeras privatizaciones fueron las de la empresa telefónica Entel y la de Aerolíneas Argentinas. Las privatizaciones se realizaron rápidamente buscando conseguir con ello réditos mediáticos que instalaran la idea de la voluntad reformista del gobierno.
En manos privadas, el servicio de telefonía en Argentina se modernizó, haciéndose mucho más fácil obtener una línea de teléfono que en los 80 podía alcanzar listas de espera de hasta 3 años.

Tras la privatización la cantidad de líneas aumentó un 113 % (entre 1990 y 1999) a tal punto que debió modificarse el Plan de Numeración Nacional, para afrontar la alta demanda de nuevos números y características por zona.
Se privatizaron también la red vial, los canales televisivos (con la excepción de ATC, hoy Canal 7), gran parte de las redes ferroviarias, YPF y Gas del Estado. 
A pesar de los ingresos generados por las privatizaciones, la situación económica se mantenía convulsionada y en diciembre de 1989 se produjo una segunda hiperinflación. En reemplazo de Rapanelli asumió como Ministro de Economía Erman González, quien impulsó el Plan Bonex (abreviación de BONos EXternos), que consistió en la confiscación de los depósitos a plazo fijo y un cambio de los mismos por bonos de largo plazo en dólares.[cita requerida] Así mismo, restringió fuertemente la emisión monetaria y redujo el gasto social. Este plan agravó la recesión económica, pero sirvió para reducir la inflación.  Se produjo el cierre de unidades productivas que, en algunas ramas de la actividad, como la textil, fueron masivas, con la subsecuente pérdida de puestos de trabajo. En desacuerdo con el mismo, renunció el secretario de Gestión Económica y virtual viceministro de Economía Eduardo Curia. El Bonex, sin embargo, logró reducir la inflación que terminó en 1990 en 2314 % anual y disminuyó hasta llegar a valores cercanos al 5 % mensual en el último trimestre del año. La balanza comercial en 1990 obtuvo un superávit extraordinario. Las exportaciones superaron en un 34 % a las del año anterior, mientras que las importaciones solo fueron un tercio de aquellas. Para 1991 se llevó adelante la eliminación de la actualización monetaria o desindexación, para evitar que se trasladara hacia adelante la inflación pasada.
En enero de 1991 renuncia Erman González y Menem designa como ministro de economía a Domingo Cavallo, quien estableció la Ley de Convertibilidad. Este esquema incluyó la creación de un nuevo signo monetario: el peso convertible, que comenzó a circular en el país desde el 1 de enero de 1992, y reemplazó a la entonces vigente moneda nacional, el austral, con una equivalencia de 1 peso a 10 000 australes. Bajo este sistema, el Banco Central estaba obligado a respaldar con sus reservas una relación de cambio en la que un dólar valía lo mismo que un peso; de esta forma, se restringía la emisión de billetes como medio de financiamiento del Estado. La aplicación del régimen de convertibilidad se prolongó hasta la crisis argentina de fines de 2001 y comienzos de 2002.
En los servicios públicos, las privatizaciones produjeron mejoras de calidad en algunos rubros (electricidad y telefonía, entre otros)el número de usuarios con agua potable y cloacas decrecía mientras que luego de la privatización el número incrementó velozmente. mientras que en otros el impacto fue negativo, como en los transportes ferroviarios, este último en particular por el cierre masivo de los servicios de pasajeros de larga distancia. Si bien los servicios de trenes privatizados urbanos del área metropolitana y cargas en general registraron leves mejorías, finalmente con la crisis de 2001 y la posterior devaluación de la moneda desnudaron las frágiles condiciones contractuales que llevaron a las empresas a la quiebra, el posterior vaciamiento de su infraestructura y finalmente a un deterioro del servicio en parte sostenido por subsidios.
Todas estas medidas en su conjunto lograron una estabilidad económica sin inflación significativa que ofreció un clima favorable para el surgimiento de inversiones y el ingreso de capitales desde otros países, produciéndose un marcado crecimiento del producto interno bruto (PIB). La estabilidad económica lograda durante el primer mandato de Menem lo impulsaron a su reelección en 1995 con casi el 50 % de los votos. La mejora fiscal sirvió para lograr el acuerdo del plan Brady (con los acreedores externos). El PBI aumentó un 50 % en 10 años y llegó a 288 194 millones de dólares en 1998. Producto de políticas macroeconómicas consistentes desde el primer trimestre de 1990; sobre 39 trimestres 30 mostraron expansión económica, revirtiendo la historia de los 15 años previos de estancamiento. Tras la salida de Cavallo, y el ingreso de Roque Fernández, se redujo el déficit fiscal llagando al equilibrio presupuestario para 1995 del orden de un superávit del 0,3 % del PBI, manteniéndose en números positivos hasta 1998.
| Año  | Salario real (base 1970=100) | Desempleo | Trabajo no registrado |
| ---- | ---------------------------- | --------- | --------------------- |
| 1989 | 64.86                        | 7.1       | 32.5                  |
| 1990 | 77                           | 6.3       | 28.3                  |
| 1991 | 80                           | 6         | 30.6                  |
| 1992 | 84                           | 7         | 30.2                  |
| 1993 | 89                           | 9.3       | 31.4                  |
| 1994 | 90.18                        | 12.1      | 28.6                  |
| 1995 | 83.51                        | 16.6      | 32.2                  |
| 1996 | 79                           | 17.3      | 34.6                  |
| 1997 | 78                           | 13.7      | 36.3                  |
| 1998 | 80                           | 12.4      | 37.1                  |
| 1999 | 78                           | 13.8      | 37.6                  |

Sin embargo, el crecimiento económico estuvo caracterizado por el incremento del sector de servicios y agropecuario. Al asumir Menem el gobierno, los valores de desocupación y subocupación habían alcanzado picos históricos (8,1 % y 8,6 % de la población económicamente activa, respectivamente) en mayo de 1989. Luego de un período de lenta disminución (6,9 % y 8,3 % en mayo de 1992), el desempleo y el subempleo volvieron a crecer durante la crisis del Tequila, hasta alcanzar un pico de 18,4 % y 11,3 % en mayo de 1995, tras lo cual bajaron levemente hasta 12,4 % y 13,6 % en octubre de 1998. Para el final de su gobierno, estas cifras eran de 13,8 % y 14,3 %.
Hacia 1997 y 1998 la pobreza había afectado a más del 36 % de la población (13,4 millones de personas, se encontraban bajo la línea de pobreza). En tanto que el 8,6 % (3,2 millones de personas) vivían en la indigencia. En las regiones del noroeste, nordeste y Cuyo la pobreza superaba el 50 % de la población y la indigencia rozaba el 20 %.
Entre fin de 1989 y 1995 la deuda pública neta del Estado Nacional bajó 3765 millones de USD, de 96 472 millones a 92 707 millones, pero esta tendencia se revirtió al final de su mandato cuando la deuda externa aumentó hasta 145 USD 000 millones en el 2000.

### Plan BB
En el marco de la fuerte espiral hiperinflacionaria que azotaba a la Argentina, Menem se reunió el 23 de mayo de 1989 con el directorio del grupo económico, a pocos días de haber ganado las elecciones. Propusieron un modelo económico basado en los postulados del economista estadounidense Lawrence Klein, y la inversión de US$ 3.500.000.000 por parte de los conglomerados empresariales. Para B&B, propietaria de 89 compañías en ese momento, significó la posibilidad de alcanzar el liderazgo en el país frente a Pérez Companc. La designación de Roig a cargo de la cartera de economía fue anunciada por Menem el 30 de mayo, finalizando la disputa interna que existía con el economista Domingo Cavallo, quien sería designado entonces Canciller. Asimismo, el macroeconomista asesor de Menem Eduardo Curia sería designado secretario de Gestión Económica y virtual viceministro de Economía.
El 19 de junio, Roig anunció su plan económico, con medidas tales como elevar el valor del dólar y fijarlo en un determinado precio, crear una nueva moneda, hacer autónomo al Banco Central, refinanciar la deuda interna en títulos y bonos de manera compulsiva, emitir líneas de crédito blandas y dar un shock productivo, favoreciendo las exportaciones, flexibilizando el trato a la inversión extranjera y privatizando servicios a cargo del Estado. En cuanto a la creciente deuda externa, se negociaría la postergación del pago de intereses a cambio de facilidades a bancos privados para capitalizar la deuda externa. El 24 de ese mes, el economista designó a Javier González Fraga como futuro presidente del Banco Central.
En los siguientes días, Roig anunció la suba de salarios (una promesa electoral de Menem, divulgada como Salariazo), así como del precio de la nafta, al tiempo que presentó al Congreso Nacional el proyecto de Ley de Emergencia Económica y se reunió con los grupos empresarios para intentar poner un freno a la inflación, negociando la firma de una tregua de precios. Juró como Ministro de Hacienda el 9 de julio de 1989, y murió el 14 del mismo mes en su automóvil, como consecuencia de un infarto, el día en que se proponía concretar el acuerdo de precios con los grupos empresariales, que sería firmado dos días después.
Ante los problemas inflacionarios y el abultado monto de la deuda externa, el 11 de septiembre se logró destrabar una serie de créditos del Banco Mundial, al tiempo que se consiguió que la entidad apoyara los procesos de privatización de servicios públicos encaradas en el marco de la Ley de Reforma del Estado. El 15 de ese mes, Rapanelli firmó junto a Roberto Dromi que en el marco de las privatizaciones las empresas públicas ENCoTel, Ferrocarriles Argentinos y Yacimientos Carboníferos Fiscales permanecerían cerradas a partir del 1 de enero del año siguiente.
El 20 de septiembre Rapanelli informó al Congreso Nacional sobre las bases del acuerdo con el Fondo Monetario Internacional. Se ajustarían los salarios de manera semestral de acuerdo a la inflación prevista, se firmaría en el plazo de una semana un crédito stand by por US$ 1500 millones, Argentina destinaría a lo largo de 1990 US$ 3500 millones a pago de intereses de su deuda externa, se llevaría adelante la reforma impositiva y se daría al PBI un crecimiento del 4,5% en el año a comenzar.

### Plan Bonex
Ante el fracaso del Plan BB, Menem designa al frente de la cartera de Economía a Antonio Erman González. La situación económica con la que se encontró el Ministro González era la de una persistente acumulación de deuda interna, con la colocación indiscriminada por parte del gobierno nacional de títulos públicos con intereses gravosos y una creciente acumulación de atrasos en pagos a proveedores, contratistas de obras, y deudas con los beneficiarios del sistema previsional. Para diciembre de 1989, los depósitos a plazo fijo a 30 días se pactaban con tasas por encima del 400%.
Ante esta realidad, el 3 de enero de 1990, el gobierno concretó un canje compulsivo de todos los plazos fijos que superaran el millón de australes, a cambio de bonos (denominados Bonex 89) que vencían en 1999 mediante el dictado del decreto 36/90. Adicionalmente se prohibió a las entidades financieras recibir depósitos a plazo hasta nuevo aviso. Se estima que la confiscación alcanzó al 60% de la base monetaria, lo que provocó una fuerte recesión, producto de una importante caída de la liquidez.
La puesta en marcha del Plan Bonex causó un profundo impacto en la población y significó una gran pérdida para los tenedores de plazos fijos. A[cita requerida]sí mismo, se adoptaron algunas medidas anexas, como prohibir por cuatro meses las licitaciones para la compra de bienes e inversiones del Estado y estableció la obligatoriedad de la autorización previa del Ministerio de Economía para cualquier compra o contratación de organismos del Estado.
Finalmente, en marzo de 1990, el Ministro lanzó una serie de medidas aún más restrictivas:
1. Suspensión de todo trámite de contrataciones y licitaciones.
2. Eliminación de los reembolsos a las exportaciones
3. Se prorrogó la suspensión de beneficios a los regímenes de promoción industrial.
4. Se achicó el aparato administrativo del Estado, suprimiéndose secretarias, subsecretarias y direcciones.

Con estas medidas, la balanza comercial en 1990 obtuvo un superávit extraordinario: las exportaciones superaron en un 34% a las del año anterior, mientras que las importaciones sólo fueron un tercio de aquellas.
Com la aceleración de la inflación y la posterior renuncia de Erman González y su equipo en enero de 1991, asumiendo así Domingo Felipe Cavallo, que puso en marcha el llamado Plan de Convertibilidad a través de la sanción de la Ley de Convertibilidad del Austral.

### Privatizaciones de empresas estatales
La Ley de Reforma del Estado (formalmente, Reforma del Estado, Ley N.º 23 696) fue una ley aprobada en agosto de 1989 en Argentina, durante el gobierno de Carlos Menem. Autorizaba al presidente a proceder con la privatización de un gran número de empresas estatales y a la fusión y disolución de diversos entes públicos.
La iniciativa fue impulsada por el oficialista Partido Justicialista y sus aliados, entre ellos la UCeDe, que apoyaron en gran medida su aplicación por el gobierno menemista. Álvaro Alsogaray sostenía por aquel entonces que «achicar el estado es agrandar la Nación». 
Roberto Dromi justificaba la necesidad de la ley de la siguiente manera:

Las privatizaciones tenían varios objetivos. Uno era obtener recursos para paliar el déficit fiscal y poder equilibrar el presupuesto del Estado, porque con eso era posible un mecanismo de convertibilidad. Otro era dar eficiencia a los servicios públicos, requiriendo a los inversores una mejor prestación que la que brindaba el Estado. Otro era plantearle a los inversores compromisos importantes de inversión, y esto se puede ver en casi todas las privatizaciones de los servicios públicos.

La privatización de Entel fue una de las primeras y más importantes del gobierno menemista, dirigidas por el entonces ministro de Obras y Servicios Públicos, José Roberto Dromi y conducido por la ministra de la UCD María Julia Alsogaray quién sería condenada a cuatro años de prisión por fraude a la administración pública. Se destacó por el incremento del valor de las tarifas telefónicas de manera abrupta. El 7 de febrero de 1990 el aumento fue del 112 %, elevándose a más del 300 % a fines del mismo mes. El valor de ENTel fue fijado en USD 1.672 millones, cuando según estimaciones, su valor real de los activos duplicaba esa suma. A Entel le siguió la privatización de Aerolíneas Argentinas, la red vial, los canales televisivos (con la excepción de ATC, hoy TV Pública), gran parte de las redes ferroviarias, Yacimientos Petrolíferos Fiscales, Yacimientos Carboníferos Fiscales, Gas del Estado, Subterráneos de Buenos Aires, el CEAMSE, la Casa de la Moneda, etc. que condujeron a numerosas críticas y denuncias de irregularidades.  Las reformas que permitieron la exportación sin gravámenes ni restricciones, sumado al corrimiento de la frontera tecnológica y concesiones al capital privado en yacimientos no explotados, tuvieron efectos positivos para la exportación de petróleo, que pasó de 26,7 millones de m3 extraídos en 1989 a 49,1 millones de m3 en 1998, un 84% de aumento en una década.  Las exportaciones de crudo pasaron del 2,6% de la producción total al 39% en 1998.
Una de las áreas donde las privatizaciones tuvieron un impacto positivo fueron las telecomunicaciones que experimentaron un proceso de modernización. A fines de los 80 la instalación de una línea telefónica se debía esperar hasta 15 años. El desorden administrativo llegó ser de tal magnitud que a fines de 1984 estaban instaladas 2.582.103 líneas, pero 252.992 estaban muertas y no funcionaban, existían 1.161.140 solicitudes de instalación que inútilmente esperaban durante 15 años que se les instalara un aparato. ENTel solo tenía capacidad para instalar 77.400 líneas por año. El sistema telefónico colapsó a fines de los ´80 y se hizo necesario proceder a una privatización. Las compañías licenciatarias procedieron a instalar nuevos cables de fibra óptica, digitalizaron las líneas telefónicas e instalaron centrales automáticas de última generación. Con ello fue posible pasar de un período de instalación de 15 años a 24 o 48 horas en la mayoría de los casos. Se incorporó el servicio celular y el acceso a Internet.

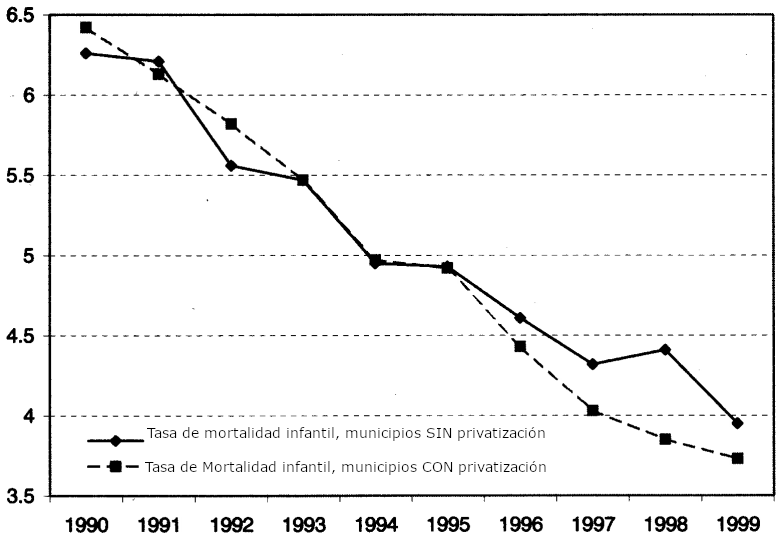
Evolución de las tasas de mortalidad infantil en municipios que privatizaron y que no privatizaron sus servicios de agua potable y cloacas. Ambas tendencias son similares antes de 1995, pero se separan desde ese año. A partir de 1995 es cuando la mayor parte de las privatizaciones ocurrieron.

La privatización de las empresas proveedores de servicios de agua y cloacas habría reducido la mortalidad infantil en aproximadamente un 8%. Dicha reducción de la mortalidad infantil habría sido del 26% en las áreas más pobres  donde la red de servicios de agua potable y cloacas más se extendió. Esto surge de un estudio que compara municipios que privatizaron sus servicios de agua y cloacas con aquellos que no lo hicieron usando la técnica estadística de diferencias en diferencias. Aquellos municipios que privatizaron sus servicios tuvieron un rápida reducción de la mortalidad infantil luego de la privatización en comparación con municipios que no privatizaron. La mortandad infantil se ve fuertemente afectada por la calidad de los servicios de agua y cloacas debido a que los niños tienen gran exposición al agua y menor conocimiento sobre cómo usarla de forma higiénica. De hecho, durante los ´90s en Argentina, la  diarrea, septicemia e infecciones gastrointestinales eran 3 de las 10 causas más frecuentes de muerte en niños menores de 5 años.

#### Empresas privatizadas o concesionadas
| - Administración General de Puertos AGP: privatizada. - Aerolíneas Argentinas SE: privatizada. - Aeropuertos: concesionados. - Agua y Energía Eléctrica SE, Sector Eléctrico: privatizada. - Área Material Córdoba Aviones: privatizada. - Argentina Televisora Color LS 82 TV Canal 7 (ATC): disuelta. - Astillero Ministro Manuel Domecq García - DOMECQ: disuelta. - Astilleros y Fábricas Navales del Estado - AFNE SA: provincializado. - Banco Hipotecario Nacional: privatizado. - Banco Nacional de Desarrollo (BANADE): disuelto. - Caja Nacional de Ahorro y Seguro: privatizada. - Canal 11, Dicon Difusión SALS 84 TV: privatizada. - Canal 13, Río de la Plata SALS 85 TV: privatizada. - Carboquímica Argentina Sociedad Anónima Mixta: privatizada. - Minera Carolina SA: disuelta. - Compañía Azucarera las Palmas SAI.C.A.P.U.: disuelta. - Conarsud SA Asesoría y Consultoría: disuelta. - Consultara SA Consultora de la Armada: disuelta. - Corporación Argentina de Productores (CAP): disuelta. - Empresa Desarrollos Especiales (SAEDESA): disuelta. - Empresa Líneas Marítimas Argentinas (ELMA): disuelta - Empresa Nacional de Correos y Telégrafos (ENCOTEL): disuelta. | - Empresa Nacional de Telecomunicaciones (ENTEL): privatizada. - Empresa Nuclear Argentina de Centrales Eléctricas (SAENACE): disuelta. - Establecimientos Altos Hornos Zapla: privatizada. - Fábrica Militar de Ácido Sulfúrico: privatizada. - Fábrica Militar de Tolueno Sintético: privatizada. - Fábrica Militar de Vainas y Conductores Eléctricos ECA: privatizada. - Fábrica Militar General San Martín: privatizada. - Fábrica Militar Pilar: privatizada. - Fábrica Militar San Francisco: privatizada. - Ferrocarril Belgrano SA: concesionado. - Ferrocarriles Argentinos SA: concesionado. - Ferrocarriles Metropolitanos SA: concesionado. - Fondo Nacional de la Marina Mercante: disuelto. - Forja Argentina SA: disuelta. - Gas del Estado SE: privatizada. - Hidroeléctrica Norpatagónica SA (HIDRONOR): privatizada. - Hierro Patagónico de Sierra Grande SA Minera (HIPASAM): provincializada. - Hipódromo Argentino: concesionado. - Induclor Sociedad Anónima Mixta: privatizada. - Indupa SA: privatizada. - Instituto Nacional de Reaseguros (INDER): disuelto. - Interbaires SA: privatizada. - Intercargo SA: privatizada. | - Junta Nacional de Carnes: disuelta. - Junta Nacional de Granos: disuelta. - LR3 Radio Belgrano: concesionada. - LR5 Radio Excelsior: concesionada. - LV3 Radio Córdoba: concesionada. - Llao Llao Holding: privatizado. - Monómeros Vinílicos: privatizado. - Obras Sanitarias de la Nación (OSN): concesionada. - Obra Sociales públicas (11) Bajo de denominación: Instituto de Servicios Sociales ... - Petropol: privatizada. - Petroquímica Bahía Blanca S.A: privatizada. - Petroquímica General Mosconi SAI.y C.: privatizada. - Petroquímica Río Tercero: privatizada. - Polisur Sociedad Mixta: privatizado. - Redes de Acceso a grandes ciudades: concesionadas. - Servicios Eléctricos del Gran Buenos Aires (SEGBA): privatizada. - Sociedad Mixta Siderurgia Argentina (SOMISA): privatizada. - Talleres Navales Dársena Norte SAC.I.y N.(TANDANOR): privatizados. - Tanque Argentino Mediano SE (TAMSE): disuelto. - Tecnología Aeroespacial SATEA: disuelta. - Yacimientos Carboníferos Fiscales (YCF): concesionada. - Yacimientos Petrolíferos Fiscales (YPF): privatizada. |

### Desembarco de las grandes marcas
| - AES - ARO - Asia - Auchan - BBVA - Benetton - Bimbo - Blockbuster - British Gas - Buick - Burger King - Chevrolet - Chrysler - C&A - Dacia - Danone - Dia - DHL - DirecTV - Dunkin' Donuts - Eagle - Électricité de France - Endesa - Expert - Falabella - FedEx - Ferrero - FSO - General Mills - Hilton - Howard Johnson's - Iberia - InterContinental - Itaú - Lada | - Lancia - Liberty Media - Marriott - Maruti - Moskvitch - Nabisco - Nike - Nintendo - Oldsmobile - Opel - Organización Cisneros - Parmalat - Pizza Hut - Procter & Gamble - Proton - Repsol - Royal Ahold - Santander - Saputo - Schlotzsky's Deli - Scotiabank - Seat - Skanska - Škoda - Subway - Tata - Telecom - Telefónica - Tower Records - Unimarc - Walmart - Zara - ZAZ |

### Gestión de Domingo Cavallo
Para lograr la estabilidad el Gobierno menemista llevó adelante, desde 1990, un replanteo integral de la organización económica. Ella incluyó la apertura generalizada al comercio exterior y al movimiento de capitales, la desregulación económica y la privatización de empresas públicas, la reducción del aparato burocrático del Estado, la reorganización del sistema tributario y la creación de un nuevo régimen monetario. Sin embargo la inflación alcanzó el 2314 % en 1990.
Según Domingo Cavallo:

«Los precios de los bienes y servicios comenzaron a determinarse libremente en mercados abiertos y competitivos, y a partir de abril de 1991 los argentinos pudieron elegir libremente la moneda para sus transacciones comerciales y financieras, contando entre las alternativas, con el peso convertible. Este último fue creado a partir de la transformación del Banco Central en una virtual Caja de Conversión [...]».

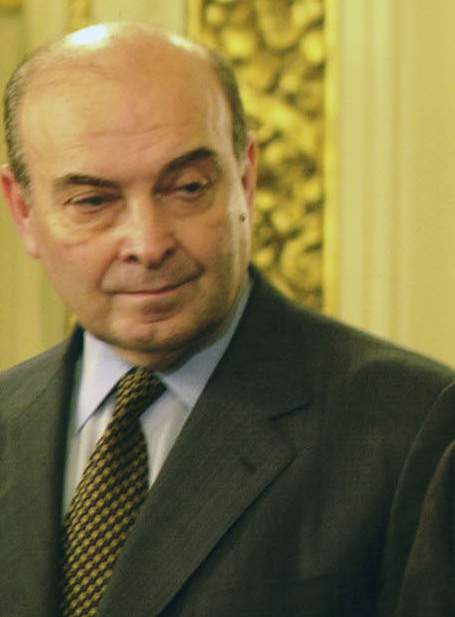
El ministro Domingo Cavallo fue el responsable del Plan de Convertibilidad por el que se rigió la economía argentina durante casi todos los años noventa.

El proceso de desinflación fue continuo y sostenido, pasando de 2314 % en 1990 a 84 % en 1991, 17.5 % en 1992, 7.4 % en 1993, 3.9 % en 1994, 1.6 % en 1995 y 0 % en 1996.
Sin embargo, pese al fuerte aumento del PBI, el nivel de empleo había crecido relativamente poco.[cita requerida] Según los funcionarios del Gobierno, esto se debía a una recuperación significativa de la productividad media del trabajo, ya que hasta los años ochenta existían numerosos empleos de baja productividad o llanamente improductivos que se habían creado artificialmente durante el período del estado de bienestar.[cita requerida] La tasa de desocupación aumentó a partir de 1992, para alcanzar el pico de 18.4 % de la población activa desocupada, en mayo de 1995.
Aunque se esperaba que en el mediano y largo plazo, el aumento del ahorro interno, reflejado en un fuerte crecimiento de los depósitos bancarios, así como en la acumulación de aportes a los fondos de pensiones, se transformara en oferta de crédito hipotecario para viviendas.
Para 1994 la Ley de Convertibilidad y la Ley de Reforma del Estado, parecían exitosas: habían logrado erradicar la inflación que había azotado a la economía durante más de cuatro décadas, habían logrado recuperar niveles de inversión y de crecimiento que solo se habían visto a comienzos del siglo XX. La primera gran prueba de la Convertibilidad se produce con el Efecto Tequila (crisis de la economía mexicana), que generó una fuerte salida de capitales y un aumento en el desempleo. La desconfianza creada por la devaluación del peso mexicano, dio lugar a una fuerte caída en el nivel de reservas que habían pasado de 17 930 millones a fines de 1994 a 12 496 millones de dólares para marzo de 1995. A su vez, el déficit fiscal reapareció en el segundo semestre de 1994.
La recesión en la Argentina duró un año y en el segundo trimestre de 1996 la economía ya mostraba signos de reactivación a un ritmo del 3 % anual. Las medidas adoptadas por el Gobierno para enfrentar la crisis lograron restablecer la confianza y hacia fines de junio de 1996, las reservas ya superaban los 20 000 millones de dólares.

#### Convertibilidad
La Ley de Convertibilidad del Austral (formalmente, Convertibilidad del Austral, Ley N.º 23 928) fue una ley monetaria aprobada en Argentina que estableció una equivalencia fija entre el peso argentino y el dólar estadounidense, formando el popular «uno a uno». Fue aprobada en 1991 por el Congreso argentino, por iniciativa del ministro de Economía Domingo Cavallo, con el presidente Carlos Menem. Fue derogada en 2002 tras once años.
El gobierno de Carlos Saúl Menem, llevó adelante desde 1990 un replanteo integral de la organización económica. Ella incluyó la apertura generalizada al comercio exterior y al movimiento de capitales, la desregulación económica, la privatización de empresas públicas, la reducción del Estado y la reorganización del sistema tributario. La inflación en 1990 fue del 2314%. El nuevo régimen monetario 
estableció una relación con el peso sobrevaluado o, lo que es lo mismo, haciendo que comprar un dólar sea artificialmente barato, incentivando artificialmente las importaciones al mismo tiempo que la rigidez cambiaria castigaba las exportaciones. Argentina se transforma en un país caro en moneda extranjera. 
El plan logró frenar la crisis hiperinflacionaria del gobierno de Alfonsín.
A partir de abril de 1991, tras la aprobación de la Ley de Convertibilidad (ley N° 23.928),  se estableció una paridad fija de 10 000 Australes por cada dólar y, a partir del 1 de enero de 1992, con  el Peso convertible. El Banco Central se convirtió en una virtual Caja de conversión con la obligación de respaldar a cada peso en circulación de manera que cada peso en circulación pudiese ser canjeado por un dólar estadounidense. En el año 1995, se produjo una interrupción repentina de las entradas de capital como resultado de la crisis en México y provocó una recesión pero el país se recuperó en un año sin ninguna alteración de las reglas de juego. Se aduce que el plan produjo graves consecuencias en algunos sectores de la  industria argentina. La industria metalúrgica junto con la textil y la del calzado fueron sectores muy castigados a partir de diciembre de 1994 cuando se decide aumentar el impuesto interno IVA del 18% al 21%. Con un tipo de cambio fijo y la presión impositiva en alza, estos sectores no pudieron hacer frente a productos de bajo coste que llegaban de otros países. Los segmentos de mano de obra intensiva son los primeros que sufrieron las consecuencias. 
En paralelo al empeoramiento de las condiciones económicas se produjo la salida del ministro Cavallo jaqueado por causas judiciales por corrupción contra el ministro.

La apertura comercial de los años 1990, el atraso cambiario de la convertibilidad, el menguado poder de compra interno por la destrucción del empleo y los bajos salarios, entre los principales factores, causaron estragos en la mayoría de los sectores industriales en aquella etapa.
En el período 1991-2000 la política fiscal arrojó un déficit promedio anual de 4,1% del PBI, con un total acumulado de 108.634 millones de pesos/dólares. En su primera etapa 1991-1994, ya había crecido 120%, pasando de los 32 mil millones a 70 mil millones de pesos/dólares. El gasto creció, junto a una financiación del déficit en el exterior. Se adoptó una política de endeudamiento que llevó la deuda externa pública durante su gestión de 45 000 millones de dólares (en 1989) hasta 145 000 millones (en 2000).
Durante la vigencia de la Ley de Convertibilidad, debido al crecimiento exponencial de la deuda pública, el gasto público pasó de 46.351 millones de dólares en 1991 a 82.842 millones de dólares en 2001, un aumento del 79%, produciendo un constante y creciente déficit fiscal. En el caso específico de Argentina, la deuda pública externa pasó de $60.000 millones a $105.000 millones a pesar de que se vendieron la mayor parte de las empresas públicas.

#### Déficit fiscal
La fuerte demanda de divisas para importaciones provocada por el atraso cambiario y la apertura de la economía se había compensado inicialmente gracias a una fuerte repatriación de capitales y al proceso de privatizaciones. Sin embargo, luego de un tiempo la única opción del sector público cubrir esta brecha era endeudarse en moneda extranjera, lo que a su vez condujo a un crecimiento en la carga de intereses dentro del gasto público.
Domingo Cavallo justificó entonces que el resurgimiento del déficit fiscal se había generado por aumentos automáticos del gasto en materia de seguridad social (por la crisis internacional), así como también había influido la eliminación o reducción de impuestos «distorsivos», particularmente aquellos que se aplicaban sobre la nómina salarial, con el objetivo de alentar la productividad y el empleo. Al observar las estadísticas, se deduce que el gasto destinado al funcionamiento del Estado siempre se mantuvo relativamente estable (entre 1993 y 2001 pasó del 6.2 % al 6.4 % del PBI), mientras que el gasto público social creció muy levemente, del 20.3 % en 1993 al 21.8 % en el 2001. En contrapartida, los intereses que el Estado debía abonar por sus deudas, habían crecido significativamente del 1.8 % al 5.3 % del PBI entre 1993 y 2001. Por lo tanto, el origen del déficit estaba en la carga de intereses de la deuda que se había elevado considerablemente, aunque el ministro Cavallo prefirió realizar ajustes por el lado de los gastos de funcionamiento del Estado y los servicios sociales.
Desde principios de 1995, y frente a los riesgos de desfinanciamiento, el Gobierno le puso un límite a los gastos de seguridad social y en julio de 1996, acentuó estas medidas restrictivas, limitando las asignaciones familiares y los gastos del sistema de salud de los jubilados. En materia impositiva se aumentó la tasa del IVA (impuesto al valor agregado) del 18 al 21 % (dispuesta en abril de 1995), mientras se analizaba eliminar exenciones en varios impuestos, para así aumentar la recaudación. Más allá de todas estas medidas, a partir de julio de 1996, el déficit fiscal se mantuvo constante, en el orden del 2 % de PBI.
Parte de este importante y constante déficit se explica por la reforma previsional de 1994, que produjo la privatización de dicho sistema. Hasta ese momento, el régimen previsional había sido una fuente gratuita de ingresos para el Estado, que se perdió repentinamente tras la aparición de las nuevas AFJPs. Ante esta merma en los ingresos públicos, el Estado debió endeudarse recurriendo, entre otros, a las propias AFJPs, aunque a cambio de estos créditos debía pagar tasas de interés. La fuga de depósitos también afectó seriamente a los bancos provinciales desde principios de 1995. A contramano de las limitaciones impuestas por la Ley de Convertibilidad al Banco Central y al Tesoro Nacional, las instituciones provinciales habían seguido proveyendo financiamiento a sus respectivos Gobiernos durante la primera mitad de los años noventa. Obligadas por el desfinanciamiento, las provincias debieron aceptar el ofrecimiento hecho por el Gobierno federal, que las obligaba a privatizar sus bancos y empresas públicas, y a reformar el régimen de seguridad social de sus empleados.

### Primera crisis: 1995 - 1997
La depreciación del Real brasileño y de otras monedas en 1995, determinó una clara sobrevaluación del peso por estar fijado al dólar. La imposibilidad de competir con las importaciones procedentes de Brasil (libres de aranceles tras la creación del Mercosur), golpeó mucho a las empresas nacionales.
A mediados de 1997 se desató una nueva crisis económica que afecto al modelo de la convertibilidad, a raíz de la  crisis en el sudeste asiático, que, por efecto de la globalización, pronto se extendió a otras regiones del mundo.

En agosto de 1998 la crisis estalló en Rusia, con una fuerte devaluación del Rublo, lo que provocó el colapso de la deuda de ese país. y Brasil, donde el Real fue devaluado en enero de 1999.
Argentina sufrió la embestida de los inversores, que se reflejó en una retracción crediticia a nivel local, afectando tanto al sector público como al privado. Las provincias y la Nación sufrieron un aumento en las tasas de interés de sus préstamos, mientras que la falta de crédito para pequeñas y medianas empresas provocó una reducción en los niveles de inversión y de empleo. Finalmente, en el mes de octubre de 1997 el Gobierno debió soportar tanto la derrota en las elecciones legislativas como los efectos de una nueva crisis que venía extendiéndose rápidamente desde el sudeste asiático.

### Segunda crisis: 1998 - 1999
La segunda crisis de la convertibilidad ocurrió en 1998-1999, con la crisis de Rusia y la devaluación de Brasil.
Desde 1998 la recesión económica se profundizó y la desocupación comenzó a crecer. Para 1999 estaba claro que la situación no podía mantenerse sin tomar alguna medida de fondo. El problema más grave del país era la pesada carga de la deuda pública que se había acumulado como consecuencia de los elevados déficit fiscales que se arrastraban desde 1995.
Los recurrentes problemas de este modelo económico determinaron una recesión desde 1998 que estalló a finales de 2001, y terminaron por provocar el fin de la Ley de Convertibilidad con importantes secuelas de crisis económica, política y social. El producto bruto interno a precios corrientes de 268.697 millones de dólares en 2001 se redujo casi un 64%. En el periodo recesivo y posterior crisis (junio de 1998 a 2002 inclusive), este sufrió una pérdida del 19,5% acumulada, registrándose el mayor descenso en el último año de la crisis con un decrecimiento del 10,9%.

### Deuda externa

#### Plan Brady
El plan Brady se implementó en Argentina en 1992. Fue una exigencia para adquirir créditos internacionales y para limpiar los balances que los bancos no pudieran cobrar. Tenía el plan cláusulas como que los Estados renunciaban a la soberanía de los activos en el exterior de manera irrevocable y perpetuamente, con excepción de las reservas internacionales y los bienes públicos. En diciembre de ese año se canjearon deudas por un total de 21 000 millones de dólares y se adicionó más de 8300 millones de intereses adeudados a través de la emisión de tres bonos:

- Discount Bond (Bono con descuento): con una quita del 35 % y tasa flotante LIBOR de 0,8125 %. Unos 4300 millones de dólares fueron canjeados por esta opción, con la quita sería un equivalente a 2300 millones de dólares.
- Par Bond (Bono a la par): no tenía descuento pero pagaba una tasa de interés fija y más baja que crecía en el tiempo a unos 4 % a 6 % anual. Fue la predilecta de los acreedores, 12 700 millones de dólares se canjearon por este tipo de bono.
- Float Rate Bond (Bono a tasa flotante): a doce años con tres más de gracia y con una tasa LIBOR de 0,8125 %. Su emisión canjeó unos 8652 millones de dólares.

El plan Brady supuestamente significaría un alivio para la deuda soberana entre 1992 y 1993. Pero no fue así. Cuando Argentina entró al plan su deuda era de 63 000 millones de dólares, y se refinanciaron 33 000 milones de dólares. Pero para el año 2000, la deuda ―después de costosísimos pagos―, era de 150 000 millones de dólares.
Vladimir Hernández

#### Aumento del endeudamiento
Al 31 de diciembre de 1995 la deuda del Estado nacional era de 87 091 millones y para cuando Domingo Cavallo fue reemplazado por Roque Fernández, en julio de 1996, la misma ya se había elevado a 90 472 millones. Ni los 23 948 millones de dólares (11 441 millones en efectivo y 12 508 millones en rescate de títulos públicos) recaudados por el Gobierno durante aquellos años a través de las privatizaciones habían logrado revertir el crecimiento de la deuda.
Allí participa en la creación del Fondo Fiduciario para el Desarrollo Provincial (FFDP) constituido finalmente en el año 1995 por el Decreto del Poder Ejecutivo Nacional N.º 286/95 con el objetivo de prestar apoyo a las reformas del sector público provincial argentino y de promover el desarrollo económico de las provincias.

## Política educativa

### Educación primaria y secundaria
En 1993 se sancionó la Ley Federal de Educación, que extendió la obligatoriedad de la educación a diez años y reorganizó la educación secundaria mediante la creación del polimodal.
así, desde la sanción de dicha Ley se convierte obligatoria la sala de 5 años de Nivel Inicial, y los 9 años de Educación General Básica (EGB) hasta el primer año de la Educación Polimodal.

### Educación superior
En agosto de 1995 se promulgó la Ley de Educación Superior, que mantuvo la gratuidad universitaria para las carreras de grado pero admite los aranceles para posgrados. Además crea la Comisión Nacional de Evaluación y Acreditación Universitaria (Coneau) para la acreditación de las carreras universitarias.
Durante su gestión se crearon nuevas universidades nacionales, principalmente en el área del Gran Buenos Aires: La Matanza (1989),  Quilmes (1989), San Martín (1992), Gral. Sarmiento (1993), La Rioja (1993), Patagonia Austral (1994), Lanús (1995), Tres de Febrero (1995) y Villa María (1995).

#### Creación de la CONEAU
Los antecedentes de la CONEAU se pueden reconocer en la creación de la Secretaría de Políticas Universitarias del Ministerio de Educación que en el año 1993 firma un convenio con algunas universidades (de gestión pública y privada) en relación con convenios para planificar y elaborar mecanismos en conjuntos que ayuden a la evaluación institucional. Estos acuerdos ya preveían los procesos de autoevaluación a cargo de las mismas instituciones, que servirían de marco para las evaluaciones externas. En 1994 se crea en el seno del ministerio la Comisión de Acreditación de Posgrados (CAP) que, a principios de 1995, realizó una convocatoria para la acreditación voluntaria de maestrías y doctorados, a la que respondieron alrededor de 300 programas en total, lo que significó la evaluación y acreditación de un número importante de carreras de posgrado (Fraca, 2010).
En 1995 el Congreso aprueba la ley n.º 24 521 de Educación Superior (LES), que dispone la creación de la CONEAU. El Ministerio de Educación transfirió en 1996 las tareas de la CAP a la CONEAU. La CONEAU institucionalizó las funciones que le corresponden legalmente de manera progresiva. Desde 1996, evalúa proyectos institucionales; a partir del año 1997, evalúa informes anuales de instituciones universitarias con autorización provisoria, realiza evaluaciones externas y acredita posgrados; desde 1999, evalúa solicitudes de reconocimiento definitivo y solicitudes de agencias privadas de evaluación y acreditación de carreras de grado (CONEAU, 2012). 

## Política de ciencia y tecnología
Durante de la gestión del presidente Carlos Menem (1989 – 1999) se producen algunas transformaciones en el sistema científico-tecnológico nacional en un contexto de fuertes restricciones presupuestarias. En 1996 se decreta una reestructuración del Conicet, dándole estatus de ente autárquico y descentralizado bajo la jurisdicción de la Secretaría de Ciencia. Aunque se convocó a elecciones para el directorio del organismo, las autoridades nunca asumieron en su cargo debido a que fue intervenido por la Secretaría de Ciencia, primero a cargo de Domingo Liotta y luego de Juan Carlos del Bello. El cierre de los ingresos al organismo hacia mediados de la década produjo una fuga de cerebros hacia países desarrollados y un envejecimiento de la planta de científicos nacionales.

### Creación de la CONAE y desarrollo satelital
Luego de que el gobierno ordenara la cancelación del programa del Cóndor, que hubiera dotado a la Argentina de su propio lanzador satelital la CNIE se disuelve y le da paso a la CONAE, creada el 28 de mayo de 1991 por el gobierno de Carlos Menem.
Esta heredó las instalaciones aeroespaciales de la Fuerza Aérea situadas en la ciudad de Buenos Aires, las bases en Falda del Carmen, provincia de Córdoba, así como parte del personal civil involucrado en el proyecto cancelado. También la base Centro de Experimentación y Lanzamiento de Proyectiles Autopropulsados Chamical donde se retomaron los experimentos.
SAC-B fue lanzado en noviembre de 1996. Los objetivos del SAC-B, como primer satélite científico argentino, fueron el estudio avanzado de la física solar y la astrofísica, mediante la observación de fulguraciones solar, erupciones de rayos gamma y radiación X del fondo difuso y átomos neutros de alta energía. La misión permitió el entrenamiento de un grupo humano importante tanto para la preparación de los centros de control (hardware y software) como para el control de los satélites.
El proyecto SAOCOM fue presentado en el año 1998, con el objetivo de brindar información de suelos, aguas y vegetación, así como prevención y gestión de catástrofes mediante observaciones con su radar en banda L.

### Creación de SEGEMAR
El Servicio Geológico Minero Argentino (SEGEMAR) es un ente descentralizado argentino que funciona bajo la órbita del Ministerio de Economía, cuya misión es promover el desarrollo tecnológico en el área minera considerando los aspectos sociales y ambientales.

## Política de transporte
En el área de transporte la política del gobierno de Menem siguió los lineamientos de la Ley de Reforma del Estado, produciendo la privatización de las empresas estatales que operaban ferrocarriles y aerolíneas.

### Privatización ferroviaria
La privatización ferroviaria en Argentina fue un proceso comenzado en 1990 durante la presidencia de Carlos Menem, tras la aprobación de la Ley de Reforma del Estado que autorizaba al ejecutivo a privatizar y disolver entes estatales.
Desde la nacionalización de los ferrocarriles en 1946 y 1947 durante la presidencia de Juan Domingo Perón, la red había sido operada por la empresa estatal Ferrocarriles Argentinos (FA), que abarcaba las seis divisiones relativamente independientes, los  ferrocarriles Sarmiento, Mitre, Urquiza, San Martín, Belgrano y Roca. 
Antes de la privatización, FA tenía una red nacional de alrededor de 35 000 kilómetros En la práctica, la red de vías férreas existentes presentaban un gran deterioro en su infraestructura, incluyendo locomotoras y vagones de carga y pasajeros. Este escenario, combinado con la baja densidad demográfica y la creciente necesidad de recursos financieros para subsidiar su funcionamiento, hicieron de la privatización de los ferrocarriles una salida con resultados mayoritariamente positivos a la crisis que presentaba el sector. Esto condujo a que la empresa estatal Ferrocarriles Argentinos prestara un servicio totalmente ineficiente e inclusive riesgoso por la obsolencia del material, lo que llevó a que la demanda se redujera significativamente en pasajeros y cargas.
Al mismo tiempo, el cierre de miles de kilómetros de vías ferroviarias dejó a miles de pueblos aislados, condenando a muchos de ellos a su casi completa desaparición.

### Privatización de Aerolíneas Argentinas
En 1990, luego de que se cambiara su tipo societario de Sociedad del Estado a Sociedad Anónima (ARSA), la empresa fue vendida por el gobierno de Carlos Menem a la estatal española Iberia. La compañía se transfirió sin ningún pasivo, ya que antes el Estado absorbió su deuda. Iberia abonó 1610 millones de dólares en títulos públicos y apenas 260 millones en efectivo, para conseguir el dinero se endeudaron y transfirieron el pasivo a la cuenta de la propia Aerolíneas Argentinas. Vendieron oficinas comerciales en el país y el exterior, los simuladores de vuelo y las veintiocho aeronaves que conformaban la flota. También desmantelaron los talleres y levantaron decenas de rutas y escalas. En julio de 1992  el Estado argentino asumió el 28 % de las acciones que sumado al 10 % que tenía desde el inicio de la privatización alcanzaba el 33 %. Otros socios minoritarios de nacionalidad argentina, incluyendo los trabajadores, sumaban junto al Estado argentino el 51 %. Iberia sólo retenía el 30 % mientras que el resto, hasta el 19 % estaba en manos de varios bancos españoles. Así pues, la mayoría del capital de Aerolíneas estaba  de nuevo en manos de accionistas del país austral. Posteriormente, en 1996, accedieron al capital bancos de Estados Unidos, como Merrill Lynch, Bankers Trust, entrando también la aerolínea de Estados Unidos American Airlines. En I996 la reestructuración del accionariado redujo la participación de Iberia al 8%, controlando la propiedad mayoritariamente la Sociedad Española de Participaciones Industriales, heredera del Instituto nacional de Industria (holding de empresas públicas de España), pasando a ser minoritaria la participación argentina en el capital. Pese al aumento de pasajeros de los años 1996 y 1997  y la reducción del pasivo de Aerolíneas no fue suficiente para hacer viable la explotación de la compañía.La situación no mejoró y en el año 2000 se declararon en convocatoria de acreedores.
Durante esta etapa se vendieron aeronaves antiguas y muchas propiedades y algunos activos fueron dados en préstamo. Los problemas internos de Iberia y de sus filiales la llevaron a la bancarrota en 1994, momento en el que las acciones de Aerolíneas pasan a la Sociedad Española de Participaciones Industriales, ente público de participaciones industriales del Estado español. Durante esta etapa Aerolíneas unió sus operaciones con la línea aérea de cabotaje argentina Austral Líneas Aéreas. Hacia fines de los años 1990 la empresa estuvo técnicamente en bancarrota. El gobierno español intentó vender sus acciones a American Airlines, que manejó la aerolínea por nueve meses, pero desestimó la oferta.
En junio de 2001, Aerolíneas sufrió la peor crisis en su historia, se suspendieron vuelos a siete destinos internacionales y la aerolínea entró en convocatoria de acreedores (suspensión de pagos). En julio del mismo año, la aerolínea Aero Continente presentó a la SEPI una oferta de compra de la empresa argentina por 100 millones de dólares.

## Política de salud

### Creación del INCUCAI
En la década del ‘90 se produjo una consolidación de los trasplantes en el país, al promoverse desde el Estado políticas sanitarias que impulsaron nuevas instancias de coordinación. Se crearon organismos jurisdiccionales de procuración en la mayoría de las provincias argentinas, y de esta manera se optimizó la cobertura territorial. En 1990, con la sanción de la Ley 23.885, el CUCAI se convirtió en el Instituto Nacional Central Único Coordinador de Ablación e Implante (INCUCAI), pasando a ser un organismo descentralizado con autarquía y conservando su dependencia del Ministerio de Salud de la Nación.
A principios de los noventa se destacó el crecimiento de la procuración en la provincia de Buenos Aires, y se puso en funcionamiento oficialmente dentro del sistema público de salud el Centro Único Coordinador de Ablación e Implante de Buenos Aires (CUCAIBA). En ese momento comenzó un crecimiento sostenido aunque diverso en las distintas regiones del país.

## Política de agricultura y ganadería
La secretaría de Agricultura, Ganadería y Pesca estuvo ocupada durante casi toda la presidencia de Menem por Felipé Solá (1989-1991, 1993-1999). Durante su gestión se autorizó por primera vez el uso de soja transgénica, tratándose de una variedad con resistencia al herbicida glifosato. La campaña contra la fiebre aftosa iniciada en 1989 permitió que país tuviera su último brote de la enfermedad en abril de 1994 y fuera declarado como libre de la enfermedad en 1996. Al año siguiente la Argentina volvió a exportar carne fresca.

### Creación del Senasa
El Servicio Nacional de Sanidad y Calidad Agroalimentaria (Senasa) es un organismo sanitario del estado argentino encargado sobre todo de la fiscalización y certificación de los productos y subproductos de origen animal y vegetal, sus insumos y residuos agroquímicos, así como la prevención, erradicación y control de enfermedades de animales, incluidas las transmisibles al ser humano y de las plagas vegetales que afectan a la producción agropecuaria del país. 
- Ejecutar las políticas nacionales en materia de sanidad y calidad animal y vegetal y verificar el cumplimiento de la normativa vigente en la materia;
- Fiscalizar de la calidad agroalimentaria, al asegurar la aplicación del Código Alimentario Argentino para los productos del área de su competencia;
- Controlar el tráfico federal, importaciones y exportaciones de los productos, subproductos y derivados de origen animal y vegetal, productos agroalimentarios, fármaco-veterinarios y agroquímicos, fertilizantes y enmiendas.

## Política ambiental
Durante la presidencia de  Carlos Menem se crearon seis nuevos parques nacionales: Sierra de las Quijadas (1991), Predelta (1992), Los Cardones (1996), Quebrada del Condorito (1996), Talampaya (1997) y San Guillermo (1999).
En 1996 se creó el Plan Nacional de Manejo del Fuego, dependiente de la Secretaría de Ambiente y Desarrollo Sustentable de la Nación. En 2012 fue renombrado como Servicio Nacional de Manejo del Fuego.

## Política judicial y de derechos humanos
En materia judicial, la reforma de la Constitución en 1994 introdujo nuevas instituciones como el Consejo de la Magistratura que se encarga de la selección de jueces. Durante su gestión se amplió el número de jueces de la  Corte Suprema a nueve y se nombró un total de 10 jueces, de los cuales cuatro renunciaron antes de 1999. Cinco de los jueces nombrados conformaron lo que los medios denominaron la «Mayoría automática» que fallaba a favor del gobierno en los casos más resonantes.
En materia de derechos humanos el gobierno de Menem se promulgaron los indultos a militares involucrados en la última dictadura militar. Por pedido de las Abuelas de Plaza de Mayo se creó la Comisión Nacional por el Derecho a la Identidad. También se destaca la creación del Instituto Nacional contra la Discriminación, la Xenofobia y el Racismo (INADI).

### «Mayoría automática» en la Corte Suprema
Durante la presidencia de Carlos Menem se conoció bajo el nombre de mayoría automática a un grupo de magistrados que integraron la Corte Suprema de Justicia de la Nación Argentina debido a que parte de la prensa afirmaban que siempre fallaban a favor de los intereses del gobierno. El grupo estaba integrado por Julio Nazareno, Adolfo Vázquez, Eduardo Moliné O'Connor, Guillermo López y Antonio Boggiano, quienes habían sido nombrados por Menem tras la ampliación de la Corte a nueve miembros.

### Creación del Consejo de la Magistratura
El Consejo de la Magistratura fue incorporado a la Constitución Nacional en la reforma de 1994 durante la presidencia de Carlos Menem. El artículo 114 de la constitución reformada establece:

El Consejo de la Magistratura, regulado por una ley especial sancionada por la mayoría absoluta de la totalidad de los miembros de cada Cámara, tendrá a su cargo la selección de los magistrados y la administración del Poder Judicial.

### Creación del rol de Defensor del Pueblo
La figura del Defensor del Pueblo proviene del derecho escandinavo (de Suecia) y fue introducida en el orden normativo argentino en la reforma constitucional de 1994. El art. 86 de la Constitución Nacional establece:

El Defensor del Pueblo es un órgano independiente instituido en el ámbito del Congreso de la Nación, que actuará con plena autonomía funcional, sin recibir instrucciones de ninguna autoridad. Su misión es la defensa y protección de los derechos humanos y demás derechos, garantías e intereses tutelados en esta Constitución y las leyes, ante hechos, actos u omisiones de la Administración; y el control del ejercicio de las funciones administrativas públicas.

El Defensor del Pueblo tiene legitimación procesal. Es designado y removido por el Congreso con el voto de las dos terceras partes de miembros presentes de cada una de las Cámaras. Goza de las inmunidades y privilegios de los legisladores. Durará en su cargo cinco años, pudiendo ser nuevamente designado por una sola vez.

La organización y funcionamiento de esta institución serán regulados por una ley especial.

### Creación de la Auditoría General de la Nación
Fue creada en 1992 por la ley n.º 24 156, sancionada el 30 de septiembre de ese año y promulgada el 26 de octubre. Fue creada para desempeñar el rol de «ente de control externo del sector público nacional», bajo la dependencia del Congreso Nacional. La ley le encarga «…el control externo posterior de la gestión presupuestaria, económica, financiera, patrimonial, legal, así como el dictamen sobre los estados contables financieros de la administración central…» (art. 117, ley n.º 24 156).
También esta norma dispuso la disolución de la Sindicatura General de Empresas Públicas (SiGEP), ente de control externo creado en 1978 durante la dictadura autodenominada «Proceso de Reorganización Nacional».
Tras la reforma constitucional de 1994, el artículo 85 de la carta magna estableció:

El control externo del sector público nacional en sus aspectos patrimoniales, económicos, financieros y operativos, será una atribución propia del Poder Legislativo.

El examen y la opinión del Poder Legislativo sobre el desempeño y situación general de la administración pública estarán sustentados en los dictámenes de la Auditoría General de la Nación.

Este organismo de asistencia técnica del Congreso, con autonomía funcional, se integrará del modo que establezca la ley que reglamenta su creación y funcionamiento, que deberá ser aprobada por mayoría absoluta de los miembros de cada Cámara. El presidente del organismo será designado a propuesta del partido político de oposición con mayor número de legisladores en el Congreso.

Tendrá a su cargo el control de legalidad, gestión y auditoría de toda la actividad de la administración pública centralizada y descentralizada, cualquiera fuera su modalidad de organización, y las demás funciones que la ley le otorgue. Intervendrá necesariamente en el trámite de aprobación o rechazo de las cuentas de percepción e inversión de los fondos públicos.
Artículo 85 de la Constitución de la Nación Argentina

### Última dictadura militar
A pesar de los entonces recientes indultos realizados por el presidente Carlos Menem que incluyeron a condenados, detenidos y procesados por terrorismo de Estado, alzamientos carapintadas y Guerra de Malvinas y a jefes de las organizaciones político-militares de la década de 1970 Seineldín rompió con Menem y fue puesto bajo arresto militar, y planeó una rebelión que se materializó el 3 de diciembre de 1990, en protesta contra la creciente injerencia del poder político en la cúpula militar. Uno de los principales impulsores de la asonada fue el capitán Gustavo Breide Obeid, subordinado de Seineldín.
En la madrugada del 3 de diciembre un grupo de poco más de cincuenta militares ocupó el Edificio Libertador, las instalaciones del Regimiento de Patricios, la fábrica de tanques TAMSE, el Batallón de Intendencia 601 y otras unidades. Según los sublevados, sólo exigían la remoción del generalato del Ejército Argentino.
El 29 de diciembre de 1990 el presidente Menem sancionó seis decretos indultando a un nuevo grupo de personas.
- Decreto 2741/90: Indulta a los exmiembros de las juntas de comandantes condenados en el Juicio a las Juntas de 1985 Jorge Rafael Videla, Emilio Massera, Orlando Ramón Agosti, Roberto Viola, y Armando Lambruschini. Indulta también a los militares condenados en crímenes de lesa humanidad Ramón Camps y Ovidio Riccheri.

- Decreto 2742/90: Indulta a Mario Eduardo Firmenich, líder de la organización guerrillera Montoneros.

- Decreto 2743/90: Indulta a Norma Kennedy, procesada por malversación de fondos públicos.

- Decreto 2744/90: Indulta a Duilio Brunello, condenado a inhabilitación absoluta y perpetua por el delito de malversación de fondos públicos.

- Decreto 2745/90: Indulta al exministro de Economía José Alfredo Martínez de Hoz procesado por participación en los delitos de lesa humanidad (secuestro y torturas) contra Federico y Miguel Ernesto Guthein.

- Decreto 2746/90: Indulta al exmilitar Guillermo Suárez Mason por delitos de lesa humanidad.

## Reforma de la Constitución de 1994
Cuando Menem anunció su propósito de hacer aprobar una ley que declarara la necesidad de convocar a una convención constituyente que modificara la Constitución Nacional y permitiera su reelección, se planteó un conflicto interpretativo respecto del artículo 30 de dicha Constitución. Menem sostenía —al igual que lo había hecho Perón en 1949— que la mayoría de dos tercios de los miembros del Congreso requerida para ello debía calcularse sobre los que estuvieran presentes en la sesión, en tanto la oposición sostenía —tal como lo había hecho la Unión Cívica Radical en 1949— que se necesitaban dos tercios del número de representantes que integraba cada Cámara. El punto era crucial porque los partidarios de la reforma no alcanzaban la mayoría necesaria si se aplicaba esta última interpretación.
Menem presionó con utilizar la interpretación que lo favorecía e incluso convocó a un plebiscito no vinculante para que la ciudadanía opinara sobre la reforma, pero finalmente entró en negociaciones con el líder de la oposición radical, el expresidente Raúl Alfonsín, quien aceptó que se convocara a una Convención para la reforma de la Constitución Nacional que incluyera, además del tema de la reelección, otras cláusulas que le interesaban, tales como la elección de un tercer senador por la minoría, el establecimiento de la figura del Jefe de Gabinete y la incorporación a la Constitución de diversos convenios internacionales, entre otros puntos, todo lo cual configuró el llamado Pacto de Olivos. 
Pacto de Olivos es el nombre con el que se conoce en Argentina al acuerdo firmado entre la Unión Cívica Radical, representada por el expresidente Raúl Alfonsín, y el Partido Justicialista, representado por el presidente Carlos Menem en 1993, en el que los dos principales partidos argentinos se comprometían a impulsar una reforma constitucional y votar en la asamblea constituyente a favor de un "Núcleo de Coincidencias Básicas" establecidas en el acuerdo. 

## Política de defensa

### Fin del servicio militar obligatorio
El Caso Carrasco fue un proceso judicial llevado a cabo para esclarecer la muerte de Omar Carrasco, asesinado en 1994 mientras cumplía con el servicio militar obligatorio en la guarnición militar de Zapala, provincia de Neuquén, Argentina.
La historia oficial dice que su muerte se produjo apenas tres días después de su ingreso como consecuencia de un hemotórax producto de una golpiza que le dieron dos conscriptos durante un «baile», el eufemismo de la jerga militar que alude al castigo físico. Según esa misma historia oficial, la orden habría sido dada por un subteniente.

### Atentado a la embajada de Israel
El atentado a la Embajada de Israel en Argentina sucedió el martes 17 de marzo de 1992 y causó 22 muertos y 242 heridos.

 El ataque destruyó completamente la sede de la embajada y del consulado, ubicadas en los números 910 y 916 de la calle Arroyo de la ciudad de Buenos Aires. El atentado fue investigado por la Corte Suprema de Justicia, sin identificar ningún sospechoso y sin que hasta 2025 se haya elevado la causa a juicio.
El atentado se relaciona cronológicamente con otros atentados terroristas contemporáneos, como el atentado a la AMIA el 18 de julio de 1994 también en Buenos Aires, en el que murieron 85 personas -en 2015 se inició el juicio oral contra varios exfuncionarios y dirigentes comunitarios-, y el atentado del 4 de noviembre de 1995 en el que el primer ministro de Israel, Isaac Rabin fuera asesinado en Tel Aviv por un terrorista judío ortodoxo.

### Atentado a la AMIA
El atentado a la AMIA fue un ataque terrorista con coche bomba que sufrió la Asociación Mutual Israelita Argentina (AMIA) en la Ciudad Autónoma de Buenos Aires el lunes 18 de julio de 1994. Dos años antes, en un atentado similar, fue volada la embajada de Israel en Argentina que causó la muerte de 22 personas.
Con un saldo de 85 personas asesinadas y 300 heridas, algunas fuentes lo consideran el mayor atentado terrorista de la historia argentina.  Fue también el mayor ataque contra objetivos judíos ubicados fuera de Israel desde la Segunda Guerra Mundial. La comunidad judeoargentina con casi 300 000 personas, de las cuales más del 80 % vive en la Ciudad de Buenos Aires, es la sexta mayor del mundo.

## Política exterior
En política exterior, desde el inicio mismo de su mandato se promovió un alineamiento automático con los Estados Unidos, de modo tal que Argentina abandonó el Movimiento de Países No Alineados. El Ministro de Relaciones Exteriores, Guido Di Tella, se refirió a dicho alineamiento en forma humorística como las «relaciones carnales», pero más adelante el término sería tomado por los críticos de esta política internacional para referirse a la misma en forma denigratoria. Las relaciones que mantuvo el gobierno menemista con los Estados Unidos causaron que Argentina fuera nombrada un aliado importante extra-OTAN en 1998, durante la administración de Bill Clinton.

### Creación del Mercosur
El 26 de marzo de 1991, Argentina, Brasil, Paraguay y Uruguay firmaron el Tratado de Asunción, que adoptó el nombre Mercosur, le dio una estructura institucional básica y estableció un área de libre comercio.
El 27 de junio de 1992, en Las Leñas, se firmó el Protocolo de las Leñas que estableció el cronograma definitivo hacia la constitución del mercado común.
El 17 de diciembre de 1994 se firmó el Protocolo de Ouro Preto, que puso en marcha el Mercosur. A su vez, su existencia como persona jurídica de Derecho Internacional que entró en vigor el 15 de diciembre de 1995.

### Cuestión Malvinas
Desde ese punto de vista, reorganizó las relaciones con Gran Bretaña, que nunca se habían recuperado desde la Guerra de las Malvinas, poniendo "bajo un paraguas" la disputa por la soberanía de las islas Malvinas que seguía – y sigue – pendiente con ese país. Paralelamente, intentó una política de "seducción" de los habitantes de las islas – los kelpers – por medio de obsequios enviados por correo en Navidad; especialmente ositos de felpa y tarjetas de Navidad. Su logro principal fue hacer que los isleños tuvieran permanentemente presente la presencia y el interés de los argentinos en las islas, pero no logró mejorar la imagen del país entre ellos.
Cuando su política de diplomacia fue criticada como frívola, Di Tella contestó que:

"Prefiero que los kelpers nos consideren boludos a peligrosos".

### Relaciones con Estados Unidos
Simultáneamente, la Argentina se plegó a toda la política exterior de los Estados Unidos; votó sistemáticamente a favor de las iniciativas de este país en las Naciones Unidas.[cita requerida]
La política para con los Estados Unidos llegó a ser considerada demasiado obsecuente por la oposición, a lo que Di Tella contestó con su conocida frase, en que calificaba las relaciones con ese país como "relaciones carnales". Los beneficios políticos y económicos de esa política fueron descriptos por el propio Di Tella:

"Argentina se ha vuelto hoy un país claramente confiable en el Mundo, bajo estándares de confiabilidad que existen en el mundo, es decir, no inventamos un estándar de confiabilidad especial para nosotros".

### Tratados con Chile
Por último, dirigió la política de cesación de las disputas limítrofes con Chile: se firmó un acuerdo el 2 de agosto de 1991, que definía la resolución del Litigio del Campo de Hielo Patagónico Sur por medio de una línea poligonal, que dividió la zona en disputa –parte del Campo de Hielo Patagónico Sur– aproximadamente en partes iguales entre ambos países. El tratado no fue ratificado, y fue modificado parcialmente por otro, de 1998, que definió con más precisión el límite, entre el Cerro Daudet y el Cerro Murallón, quedando pendiente entre este último y el Monte Fitz Roy.

### Venta de armas a Ecuador, Croacia y Bosnia
En 2018, veintitrés años después, la Cámara Nacional de Casación Penal de Argentina, absolvió a todos los acusados argumentando que el tiempo que le llevó al poder judicial argentino resolver un caso relativamente simple, implicaba una violación a los derechos humanos de los acusados.

#### Explosiones de Río Tercero
Las explosiones de Río Tercero de 1995 fueron una serie de detonaciones sucedidas en la ciudad argentina de Río Tercero, provincia de Córdoba, el viernes 3 de noviembre de 1995, durante la presidencia de Carlos Menem. Ese día estalló la Fábrica Militar que se encontraba en esa ciudad, destruyendo el establecimiento y parte de la ciudad, causando la muerte de siete personas, hiriendo a más de trescientas y dañando seriamente la salud mental de la mayor parte de la población de la ciudad.

## Manifestaciones

### Marcha Federal de 1994
Se conoció con el nombre de Marcha Federal a una manifestación masiva que tuvo lugar en Argentina el 6 de julio del año 1994, durante el gobierno presidente de la Nación Argentina por el Partido Justicialista, Carlos Menem, y atrajo alrededor de 50 mil manifestantes provenientes de diversos puntos del país.  
La marcha fue organizada por organizaciones gremiales creadas por entonces, como la CTA, el MTA o la CCC, las cuales buscaban distanciarse de la CGT. La marcha partió de La Quiaca y fue recibiendo columnas de manifestantes a lo largo del país, finalizando en la Plaza de Mayo. Contó con la participación de distintos sectores, como docentes, estudiantes, pequeños productores y empresarios, representantes de comunidades indígenas y jubilados, entre otros; así como de los principales partidos opositores, la Unión Cívica Radical y el Frente Grande, y numerosos autoconvocados. 

### Puebladas de Cutral Có y Plaza Huincul
Las puebladas de Cutral Có y Plaza Huincul, también conocidas como cutralcazos, fueron una serie de protestas populares en las ciudades argentinas aledañas de Cutral Có y Plaza Huincul sucedidas principalmente en 1996 y 1997. 
Tienen importancia histórica por ser consideradas el inicio de los movimientos de desocupados y piqueteros aparecidos para luchar contra parte de las políticas económicas liberales aplicadas en la década de 1990 por el presidente Carlos Menem en el marco del Consenso de Washington de 1989. 
El conglomerado urbano Cutral Có - Plaza Huincul, ubicado en la provincia de Neuquén, surgió a partir de la década de 1930 como base de apoyo urbana para la explotación de los ricos yacimientos de petróleo y gas natural que existen en la zona. Las puebladas tuvieron su causa en los despidos masivos dispuestos luego de la privatización de las empresas públicas de petróleo y gas natural, Yacimientos Petrolíferos Fiscales y Gas del Estado, que generaron un estado general de pobreza y desocupación masivas en esas ciudades.
La primera pueblada se extendió entre el 20 de junio y el 27 de junio de 1996. Se desencadenó debido a la decisión del gobernador de la provincia de Neuquén de rechazar la instalación de una fábrica de fertilizantes en Cutral Có y finalizó con un acta acuerdo de trece puntos entre los manifestantes y el gobernador.

## Casos de corrupción

### Caso IBM-Banco Nación
El caso IBM y Banco Nación es un caso de corrupción en Argentina, en el que la filial local de la empresa estadounidense IBM sobornó a funcionarios del Banco de la Nación Argentina, con el fin de obtener el contrato para informatizar la entidad bancaria por un monto de 250 millones de dólares.
La casa matriz de IBM aceptó pagar en Estados Unidos una multa por dichos sobornos.

### Caso de los sobornos de Siemens AG
El escándalo de los sobornos de Siemens AG en Argentina se refiere a los pagos ilegales que realizó la empresa Siemens AG en relación con una licitación pública convocada en 1996 por el gobierno argentino que incluía la impresión de los nuevos Documentos Nacionales de Identidad, de los padrones electorales y la informatización de los pasos fronterizos. Siemens AG declaró que los pagos tuvieron inicialmente el propósito de ganar la licitación y que más adelante se hicieron otros para tratar de evitar que las nuevas autoridades argentinas rescindieran el contrato. 
Cuando a raíz de la crisis económica el Congreso Argentino dispuso en noviembre de 2000 la revisión de todos los contratos del Estado, el nuevo presidente, el radical Fernando de la Rúa realizó una renegociación en un clima de presiones por parte del gobierno alemán pero el acuerdo no pudo concretarse por la cerrada negativa de Siemens de revelar su estructura de costos. El gobierno rescindió el contrato en mayo de 2001 y la empresa inició juicio reclamando una importante indemnización de Argentina. 
Como consecuencia de una investigación realizada en los Estados Unidos, que hacía peligrar sus negocios en ese país, Siemens AG reconoció en el año 2008 que había realizado dichos pagos ilegales e individualizó a algunos de los receptores de los mismos que, según su versión, incluían entre otros funcionarios al presidente Carlos Saúl Menem y a su Ministro del Interior Carlos Corach, ambos del entonces gobernante Partido Justicialista, quienes a su vez negaron categóricamente el hecho.
A raíz de estas revelaciones se inició en Argentina una investigación judicial que todavía está en marcha.

### Yomagate
El Yomagate fue un escándalo político que tuvo lugar en Argentina en 1991, durante el gobierno de Carlos Menem. El nombre del mismo combina el apellido de la implicada Amira Yoma (si bien luego fue sobreseída), y el uso del sufijo "-gate", de habitual uso en el periodismo luego del Watergate (EE. UU., 1972-1974).
La causa del Yomagate investigaba una supuesta operación de narcotráfico de cocaína. Finalmente el caso sería cerrado y los imputados serían sobreseídos por la justicia argentina en abril de 1994, por pedido del fiscal Carlos Stornelli y escrito por el entonces secretario de cámara Gabriel Cavallo.